# 1221
Cette page concerne l'année 1221  du calendrier julien.
L'année 1221 est une année commune qui commence un vendredi.

## Événements
- Début du règne de Dounama Dibalami, roi (maï) du Kanem-Bornou (fin en 1259)[1].
- Les Mayas se révoltent contre la domination des seigneurs Maya-Toltèques de Chichén Itzá, qui est détruite en 1224. Début de la domination de Mayapan (fin en 1441)[2].

### Asie
- Janvier : les Mongols battent les Géorgiens à Tiflis[3].
  - Les lieutenants de Gengis Khan, Djebé et Subutay, exécutent un raid autour de la mer Caspienne (fin en 1223) à la tête de 20 000 cavaliers : Ray et Hamadan sont mises à sac, la Géorgie, le Caucase et la Crimée sont dévastés, le royaume bulgare de la Volga anéanti.
- Février : 
  - Les habitants de Merv, prise par Tolui, sont décapités et leurs têtes disposées en pyramides devant la cité[4].
  - Les Mongols de Djebe et Subutay sont éloignés par les habitants de Gandja qui leur versent un tribut[5].
- Printemps : Gengis Khan, qui s'est emparé du Khârezm, prend et pille Balkh dont la population est massacrée[4].
- 10 avril[4] : Tolui prend Nishapur et en fait massacrer la population, puis marche sur Herat qui se rend (il épargne les civils). Ghaznî est prise par Ögödei.
- Avril : Ogodeï, Djaghataï et Djötchi prennent Gourandj, la capitale du Khârezm. Ils détruisent les digues de l’Amou-Daria pour submerger la ville et en massacrent la population[6].
  - après la prise de la ville, Djötchi, de naissance obscure, se brouille avec son père Gengis Khan pour des raisons inconnues. Pendant la campagne contre le Turkestan, il vit retiré dans ses campements établis dans le passage de Tourgaï et ne se mêle plus des affaires de son père.
- 13 mai : abdication de l'empereur du Japon Juntoku en faveur de Chūkyō[7].
- 6 juin, Japon : l'ancien empereur Go-Toba est à l’origine de l’agitation Jōkyū contre la domination des shoguns 
Hôjô de Kamakura[8].
- 29 juillet : échec de la révolte de Jōkyū. Début du règne de l'empereur du Japon Go-Horikawa (fin en 1232).
- 8 septembre : échec de la cinquième croisade, les Croisés, encerclés devant Le Caire, doivent restituer Damiette pour pouvoir rembarquer[9].
- 24 novembre : le dernier souverain du Khârezm, Djala ad-Din Mengü Berti, d'abord victorieux d'un détachement mongols à Pervan (ou Parwan), près de Ghazni en octobre[10], est battu par Gengis Khan sur les bords de l'Indus[11]. Il se réfugie à Lahore en décembre mais ne parvient pas à convaincre Iltutmish, sultan de Delhi, d’envoyer des troupes contre les Mongols. Plus tard, ceux-ci arrivent en Inde atteignent l’Indus, puis reculent face au climat.

### Europe
- 6 février : mariage du roi d'Aragon Jacques Ier avec Aliénor de Castille[12].
- Février, seconde croisade contre les Albigeois :  Raymond VI de Toulouse reprend Montréal[13].
- 10 mars : le siège de Castelnaudary est levé par les croisés d'Amaury de Montfort, qui se retranche à Carcassonne[14].
- 25 mars : couronnement de Robert de Courtenay, empereur latin de Constantinople[15].
- Avril : les Estoniens de Saaremaa et du Nord attaquent de nouveau Tallinn[16]. L'Estonie est alors partagée entre l'évêque Albert de Buxhoeveden et Valdemar II de Danemark au détriment des chevaliers Porte-Glaive[17].
- 30 mai, Pentecôte: 
  - Second chapitre général des Dominicains à Bologne[18]. Les couvents des frères prêcheurs sont répartis en provinces, dirigées par un prieur et un chapitre provincial. À la mort de saint Dominique à Bologne (8 août), l’ordre compte une vingtaine de couvents de prêcheurs et quatre de moniales.
  - Au chapitre général de l’ordre des frères mineurs, François d'Assise instaure la règle de l’ordre (Regula prima) qu'il a rédigé[19]. Elle est approuvée par le pape Honorius III en 1223. Il se retire ensuite dans son ermitage de la Portioncule, en Toscane où, affaibli par la maladie, les extases et l’apparition de stigmates, il rédige le Cantique des Créatures ou Cantique du frère soleil, premier poème en langue italienne (dialecte ombrien) en 1224. Il meurt en 1226.
- Juin[20] : Raymond-Roger de Foix reprend Fanjeaux, Limoux et Pieusse avant de poursuivre la reconquête dans le Carcassès.
- 20 juillet : début de la reconstruction de la cathédrale de Burgos en Espagne[21].
- 5 août : les dominicains, conduits par Gilbert de Fresney, s’installent en Angleterre (Londres en 1224)[22].
- 2 octobre : traité entre Sienne et les Aldobrandeschi[23]. Conflit entre Sienne et Orvieto afin de s’assurer la possession du comté Aldobrandeschi.
- 28 octobre[24] : Léopold VI d'Autriche donne à Vienne un règlement administratif, le Stadtrecht. La ville se développe. Les Kleber (1208-1417), les Poll (1239-1539) et les Würfel (1285-1523) sont successivement échevins de Vienne.

- Prise de Serrès par le despote d’Épire Théodore Ange, qui s’empare du royaume de Thessalonique (prise de Salonique en 1224)[25].
- Fondation de Nijni Novgorod par le prince de Vladimir-Souzdal Iouri Vsevolodovitch[26].
- Création des diocèses de Przemyśl et d’Uhrusk-Chełm. Antoine, archevêque de Novgorod doit, sur ordre du métropolite Mathieu, quitter son siège pour prendre la tête de l’évêché de Przemyśl.
- Début du règne de Wislaw Ier, prince de Rügen.